# Chiesa di Santa Maria Assunta (Scandiano, Arceto)
La chiesa di Santa Maria Assunta è un edificio di culto cattolico situato ad Arceto, frazione di Scandiano, in provincia di Reggio Emilia e diocesi di Reggio Emilia-Guastalla; fa parte del vicariato della Valle del Secchia.

## Storia
Le prime notizie della chiesa di Arceto risalgono all'XI secolo. Tra la fine del XIV e l'inizio del XV secolo è stata sottoposta a restauro ed è stata ricostruita in forme gotiche, con l'aggiunta dell'attuale campanile. Un restauro operato negli anni settanta del Novecento ha ripristinato il pavimento originario della chiesa quattrocentesca.

## Descrizione
La chiesa presenta una pianta con un'unica navata, coperta con volta a sesto ribassato, con tre cappelle laterali, mentre l'ingresso dell'edificio è preceduto da un portico a tre fornici. Nella cantoria sopra la porta di ingresso è conservato un organo del Traeri, più volte restaurato. La chiesa è dotata di quattro altari, dedicati rispettivamente a San Girolamo, San Francesco, San Giacomo e San Sebastiano, mentre l'altare maggiore è dedicato all'Assunta.